# Дирвуд (тауншип, округ Кроу-Уинг, Миннесота)
Ди́рвуд (англ. Deerwood) — тауншип в округе Кроу-Уинг, Миннесота, США. На 2000 год его население составило 1244 человека.

## География
По данным Бюро переписи населения США площадь тауншипа составляет 86,8 км², из которых 73,6 км² занимает суша, а 13,2 км² — вода (15,22 %).

## Демография
По данным переписи населения 2000 года здесь находились 1244 человека, 479 домохозяйств и 390 семей. Плотность населения — 16,9 чел./км². На территории тауншипа расположено 728 построек со средней плотностью 9,9 построек на один квадратный километр. Расовый состав населения: 98,47 % белых, 0,32 % афроамериканцев, 0,40 % коренных американцев, 0,24 % азиатов и 0,56 % приходится на две или более других рас. Испанцы или латиноамериканцы любой расы составляли 0,88 % от популяции тауншипа.
Из 479 домохозяйств в 29,0 % воспитывались дети до 18 лет, в 76,6 % проживали супружеские пары, в 2,9 % проживали незамужние женщины и в 18,4 % домохозяйств проживали несемейные люди. 14,2 % домохозяйств состояли из одного человека, при том 7,9 % из — одиноких пожилых людей старше 65 лет. Средний размер домохозяйства — 2,60, а семьи — 2,87 человека.
23,3 % населения — младше 18 лет, 6,0 % — в возрасте от 18 до 24 лет, 22,6 % — от 25 до 44, 30,3 % — от 45 до 64, и 17,8 % — старше 65 лет. Средний возраст — 44 года. На каждые 100 женщин приходилось 101,0 мужчин. На каждые 100 женщин старше 18 приходилось 101,3 мужчин.
Средний годовой доход домохозяйства составлял 46 429 долларов, а средний годовой доход семьи — 51 625 долларов. Средний доход мужчин — 34 239 долларов, в то время как у женщин — 26 389. Доход на душу населения составил 21 403 доллара. За чертой бедности находились 3,9 % семей и 7,3 % всего населения тауншипа, из которых 12,2 % младше 18 и 11,7 % старше 65 лет.